# Stacie Orrico
Stacie Joy Orrico (3. března 1986) je popová zpěvačka-skladatelka, textařka a příležitostná herečka.
Debutovala albem Genuine (2000), když jí bylo 14 let.
Mezi její některé hity patří písně jako "(There's Gotta Be) More to Life" či "Stuck".

## Alba

### Genuine
- 2000: Don't Look At Me
- 2000: Genuine
- 2000: Everything
- 2000: Without Love
- 2001: With A Little Faith
- 2001: Stay True

### Stacie Orrico
- 2003: Stuck
- 2003: (There's Gotta Be) More to Life
- 2004: I Promise
- 2004: I Could Be The One
- 2004: Instead
- 2005: Security
- 2005: Strong Enough

### Beautiful Awakening
- 2006: I'm Not Missing You
- 2006: So Simple